# Thelypteris paranaensis
Thelypteris paranaensis är en kärrbräkenväxtart som beskrevs av Salino. Thelypteris paranaensis ingår i släktet Thelypteris och familjen Thelypteridaceae. Inga underarter finns listade.